# Alighiero Ridolfi
Alighiero Ridolfi (* Cesena, 22 de agosto de 1924 – † Cesena, 3 de abril de 1978). Fue un ciclista  italiano, cuyo mayor éxito deportivo lo obtuvo en la Vuelta a España, cuando en la edición de 1950 logró 1 victoria de etapa.

## Palmarés
1948
- 1 etapa del Giro di Puglia

1950
- 1 etapa de la Vuelta a España